# Edward Sampson (atleta)
Edward Sampson   (2 de desembre de 1935), també conegut com a Ted Sampson, és un atleta anglès, ja retirat, especialista en curses de velocitat, que va competir durant la dècada de 1950.
En el seu palmarès destaca una medalla d'or en la prova dels 4x400 metres del Campionat d'Europa d'atletisme de 1958, tot formant equip amb John MacIsaac, John Wrighton i John Salisbury; així com una medalla de plata en els 4x440 iardes als Jocs de la Commonwealth de 1958.

## Millors marques
- 400 metres. 46.5" (1958)[4]